# NGC 7609
NGC 7609 (другие обозначения — PGC 71076, MCG 1-59-47, ZWG 406.65, VV 20, ARP 150, HCG 95A) — галактика в созвездии Пегас.
Этот объект входит в число перечисленных в оригинальной редакции «Нового общего каталога».
В галактике вспыхнула сверхновая SN 1973M. Её пиковая видимая звёздная величина составила 19.